# برايان مكدونالد (كاتب)
برايان مكدونالد (بالإنجليزية: Brian Keith McDonald)‏ هو كاتب سيناريو أمريكي، ولد في 18 فبراير 1965 في سانت جوزيف في الولايات المتحدة.

## وصلات خارجية
- برايان مكدونالد على موقع IMDb (الإنجليزية)
- برايان مكدونالد على موقع قاعدة بيانات الفيلم (الإنجليزية)